# Claude Fauchet (historik)
Claude Fauchet (3. července 1530 v Paříži – leden 1602), byl francouzský historik, spisovatel a úředník. Spolu s kardinálem de Tournon absolvoval cestu do Itálie (1550–1554). Byl prvním prezidentem mincovního soudu a král Jindřich IV. ho jmenoval historiografem Francie. Byl jedním z prvních, kdo sbíral starověké kroniky a staré francouzské autory.

## Dílo
- Recueil des Antiquités gauloises et françaises, 1579
- Recueil de l'origine de la langue et poésie française, 1581
- Les Œuvres de C. Cornelius Tacitus... assavoir : les Annales et Histoires des choses advenues en l'Empire de Rome depuis le trespas d'Auguste ; la Description des mœurs et des peuples de Germanie ; la Vie de Jules Agricola... (překlad), 1582.
- Origines des dignités et magistrats de France. Origines des chevaliers, armoiries et héraux, ensemble de l'ordonnance, armes et instruments desquels les Français ont anciennement usé en leurs guerres, 1600
- Fleur de la maison de Charlemagne, suite des Antiquités gauloises et françaises, 1601
- Déclin de la maison de Charlemagne, suite des Antiquités gauloises et françaises, 1602
- Les Œuvres de feu M. Claude Fauchet, premier president de la Cour des Monnaies, 1610